# Grande synagogue de Boulay-Moselle
La synagogue de Boulay-Moselle est une synagogue située dans la commune française de Boulay-Moselle dans le département de la Moselle dans le Grand Est.
Elle a été bâtie de 1952 à 1955. La synagogue de la rue du Pressoir est la troisième synagogue construite par la communauté juive de Boulay-Moselle. 
Peu à peu, la communauté juive de Boulay a diminué et faute de pouvoir maintenir un nombre suffisant de fidèles, la synagogue a été cédée à un particulier et fut désacralisée le 16 Janvier 2023 lors d'une cérémonie réunissant  de nombreuses personnes liées de près ou de loin à la communauté. 
Le dernier office a eu lieu en 2008 pour la fête de Hanoucca